# Les Bonheurs de Sophie (série télévisée)
Pour les articles homonymes, voir Les Bonheurs de Sophie.
Les Bonheurs de Sophie (Typisch Sophie) est une série télévisée allemande en 18 épisodes de 45 minutes, diffusée entre le 24 octobre 2004 et le 15 mai 2006 sur Sat.1.
En France, la série est diffusée depuis le 21 février 2007 sur M6 puis rediffusée sur Téva ; et au Québec à partir du 9 janvier 2008 à Séries+. Elle reste inédite dans les autres pays francophones.

## Synopsis
Sophie est standardiste dans un cabinet d'avocats et elle ne peut s'empêcher de mener des enquêtes sur toutes les affaires en cours, au grand dam de son patron et du détective du cabinet…

## Distribution

### Acteurs principaux
- Sophie Schütt (VF : Sybille Tureau) : Sophie Andersen
- Bernhard Schir (VF : Pascal Germain) : Roman Lehnhard
- Jochen Horst (de) (VF : Ludovic Baugin) : Jo Hennecke
- Doris Kunstmann : Gudrun Andersen (saison 1)
- Bettina Lamprecht (de) (VF : Valérie Alane) : Ulla (saison 2)

### Acteurs récurrents et invités
- Sophie Karbjinski (VF : Florine Orphelin) : Anna Andersen
- Katrin Filzen (de) (VF : Nathalie Karsenti) : Maggie
- Cecilia Kunz (de) (VF : Marie-Christine Martinez) : Clarissa Sören
- Hans-Uwe Bauer (de) : Richter Raimund Emhofen (saison 1)
- Eva Mannschott (de) : Heike Sebald (saison 1)
- Hannes Wegener (de) (VF : Antoine Schoumsky) : Leander Lehnard (saison 2, 7 épisodes)

 Source et légende : version française (VF) sur RS Doublage

## Épisodes

### Première saison (2004)
1. Nouvelle Chance (Neue Chance)
2. Piégés (Verhängnisvolle Lüge)
3. Le Droit d'être aimé (Schöner Schein)
4. Bonheur ou Vérité ? (Blinde Liebe)
5. Jalousie (Bittere Rache)
6. Pour une vie meilleure (Schmerzhafte Wahrheit)
7. Le Poids de la culpabilité (Ehrliche Entscheidung)
8. Justice est faite (Riskanter Trick)

### Deuxième saison (2006)
1. Liaisons dangereuses (Schluss mit lustig)
2. L'Ange gardien (Engel im Kopf)
3. Coup de foudre (Auf Treu und Glauben)
4. Jeu de rôle (Ritterspiele)
5. Tel père, tel fils (Da kannst du sicher sein)
6. Affaires très privées (No Sex)
7. La Peur des mots (Nur gute Freunde...)
8. L'amour a ses raisons (Ja, ich will)
9. Les Préjugés (Auf den zweiten Blick)
10. La Femme de ma vie (Verrückte Gefühle)